# Diana Pinilla
Diana Carolina Pinilla Cuellar (Chiquinquirá, Colombia, 23 de noviembre de 1995), es una ciclista colombiana de Ciclismo de Montaña y Ciclismo en Ruta. Plata en la Prueba de Cross Country en Juegos Nacionales del Bicentenario 2019; 4.ª en la Copa Colombia Sub-23 2019; Campeona Copa Departamental Boyacá Raza de Campeones 2019.(Garagoa Boyacá); en Ruta, campeona en la CRI clasificatoria de la Copa Colombia 2019 y ganadora de la última etapa de la Vuelta a Boyacá Bicentenario 2019. 

## Biografía
Diana Pinilla nació en Chiquinquirá pero su niñez la vivió en Pauna, donde su familia tuvo que trasladarse al poco tiempo por cosas de trabajo. Su familia está conformada por su papá, José Antonio Pinilla, su mamá Luz Marlén Cuellar, su hermano Carlos y ella, Diana; una familia humilde de gente muy trabajadora que la ciclista describe  como una familia unida con la que desde niña pasaba muchos gratos momentos. 
Su primer encuentro con la bicicleta fue a los siete años. Aprendió a montar en  una bicicleta de bicicrós que le habían regalado a su hermano, pero solo empezó a competir mucho tiempo después, a los 20 años, incentivada por su novio, la invitó a participar en una competencia en la que no había categoría Damas, por lo que tuvo que competir con los hombres, quedando en la cuarta posición. Esto la motivó a seguir practicando y seguir compitiendo a nivel nacional. A pesar de que lleva solamente cuatro años compitiendo a nivel profesional y que nunca perteneció a una escuela de ciclismo, su carrera se ha desarrollado muy rápidamente. Yesid León es quien ha llevado su proceso y su formación deportiva.
Diana escogió el ciclomontañismo no solamente por estar en Boyacá --un lugar geográfico que se presta para la práctica de este deporte -- y por haber tenido su primera experiencia compitiendo en una prueba de esta modalidad,  sino además porque las posibilidades económicas de su familia no permitían asumir los altos costos del equipamiento necesario para practicar ciclismo de ruta. 
La experiencia más difícil que Diana ha tenido sobre la bicicleta fue en el año 2018, cuando tuvo un desgarre muscular producido por una caída en uno de sus entrenamientos, lo que le dificultó seguir entrenando y la incapacitó por seis meses. Ella recuerda esos días como angustiantes, llenos de incertidumbre, sin saber qué iba a pasar con su carrera deportiva, y pensando que su rendimiento iba a ser difícil de recuperar.
La experiencia que Diana recuerda con más cariño es su participación en los Juegos Deportivos Nacionales del Bicentenario, la primera para ella en ese certamen, en donde se llevó la medalla de Plata en la Prueba de Cross Country, competencia que transcurrió en Yumbo, Valle. Ese día fue muy duro, horas antes había llovido y la pista estaba llena de barro, tanto así que en algunos tramos a las competidoras les tocó atravesar la pista con la bicicleta cargada al hombro. Su triunfo fue muy satisfactorio tanto para ella, como para su departamento, y para todas las personas que han apoyado su proceso. Allí se enfrentó a las mejores ciclomontañistas de Colombia, gente con mucha más trayectoria que Diana, con experiencia nacional e internacional, tales como Valentina Abril, Leidy Mera, Yosiana Quintero, Angie Lara y Valeria García.  
En junio de 2019 Diana ya había descollado en la Copa Boyacá Raza de Campeones,  ganando cada una de las válidas y llevándose la Medalla de oro en la clasificación general, acompañada en el podio por las experimentadas Gabriela Bejarano y Flor Marina Delgadillo. Esta competencia le sirvió de preparación para lo que vendría al final del año en Juegos Nacionales. Diana ha corrido esta Copa desde 2016, cuando ganó la medalla de bronce, en 2017 ganó el oro en la general y ganó la última válida, y en 2018 no pudo terminarla por la lesión antes mencionada, que le impidió correr dos de las cuatro válidas de la Copa.
Diana también ha incursionado en la modalidad de Ruta, cuya primera competencia realizó en Arcabuco, Boyacá, en una de las Válida de la Copa Boyacá Raza de Campeones. Fue un circuito de varias vueltas donde terminó como campeona de la válida. Esto la motivó a practicar más en carretera, también gracias al Club Bicicletas Quiroga Archivado el 17 de junio de 2020 en Wayback Machine., que le prestó la bicicleta apropiada para poder participar. Su segunda experiencia en esta modalidad fue en la Vuelta a Boyacá, donde compitió como parte del equipo Boyacá es para Vivirla. Diana recuerda las dos primeras etapas de esa competencia como duras para ella, la tercera etapa fue un circuito en Tunja, que ganó gracias a que se montó en una fuga que se formó en la cuarta vuelta y que terminó exitosa la competencia.  
Durante su carrera deportiva, Diana ha participado en el Campeonato Panamericano de Cross Country  Pereira, Risaralda 2018, donde ocupó la casilla 22, en la categoría Damas Élite; el Campeonato Nacional de Ciclomontañismo, Florida, Valle 2018, en donde ocupó el puesto 11 en la categoría Damas Élite, y el Campeonato Nacional de Ruta, Villavicencio, 2019, como parte de la Selección Boyacá.
Con la pandemia del Covid 19 su ritmo de entrenamiento disminuyó notablemente, además de que entrenar con mascarilla o con cuello deportivo es muy incómodo y toca madrugar mucho, pues en Chiquinquirá el horario permitido de entrenamiento es de 5 a 7 a. m.. Diana y su pareja abrieron una bicicletería en Chiquinquirá, en enero de 2020, aprovechando además que en 2019 terminó su carrera como administradora de empresas y que ahora puede ejercer administrando su propio negocio.

## Palmarés
Ciclomontañismo
2020
- Copa Colombia de MTB
  - Cuarto Lugar en Contra Reloj Individual
  -  en Prueba de Cross Country.
- Clásica de Ciclomontañismo, Samacá, Boyacá.
  -  en Prueba de Cross Country.

2019
- XXI Juegos Deportivos Nacionales, Bolívar
  -  en Prueba de Cross Country

- Copa Colombia de MTB, categoría Damas Élite
  - 4.º Lugar en Clasificación General Cross Country
- Copa Boyacá Raza de Campeones
  -  en Clasificación General[13]
  -  en I a IV Válidas.[14]
- Copa Occidente Boyacense
  -  en Clasificación General
  -  en I a II Válidas.
- Campeonato Nacional de Ciclomontañismo
  - 4.º Lugar en Prueba de Cross Country
- Competencia de Ciclomontañismo Modalidad Maratón Pedalea Por Tus Héroes, Armenia, Quindío
  -  en Prueba de Cross Country.
- Clásica de Ciclomontañismo de Turmequé, Boyacá
  -  en Prueba de Cross Country.
- Clásica de Ciclomontañismo, Sonsón, Antioquia
  -  en Prueba de Cross Country.

2018
- Clásica de ciclomontañismo  de maratón eco río Barbosa,Santander
  -  en Prueba de Cross Country, Categoría Damas Élite.
- Clásica de ciclomontañismo cross country  Cucaita, Boyacá
  -  en categoría Damas Élite.
- Primera Clásica de Ciclomontañismo de Cross Country  Motavita, Boyacá
  -  en categoría Damas Élite.
- Segunda Válida de Ciclomontañismo de Cross Country,  Copa Mezuena
  -  en categoría Damas Élite.
- Válida de Ciclomontañismo Pre - Selección para Campeonato Nacional, Saboya Boyacá
  -  en categoría Damas Élite.
- Válida de Ciclomontañismo, Samaca, Boyacá
  -  en categoría Damas Élite
- Final de la Copa Mezuena. Chía, Cundinamarca
  -  en categoría Damas Élite
- IV Válida Copa Departamental de Ciclomontañismo Boyacá Raza de Campeones
  -  en categoría Damas Élite, IV Válida (Ventaquemada Boyacá)
  -  en categoría Damas Élite, V Válida (Caldas, Boyacá)
  -  en categoría Damas Élite., XIX Válida (Arcabuco, Boyacá)
- Clásica de Ciclomontañismo Ciénega Boyacá
  -  en categoría Damas Élite.
- Clásica de Ciclomontañismo, Floresta Boyacá
  -  en categoría Damas Élite.

2017
- Clásica de Ciclomontañismo  de Cross Country , Saboya, Boyacá
  -  en categoría Damas Élite.
- Copa Departamental  de Ciclomontañismo Boyacá Raza de Campeones
  -  en categoría Damas Élite., III Válida.
- Copa de Ciclomontañismo Maratón Desafío Entre Montañas
  -  en categoría Damas Élite
- Clásica de Ciclomontañismo,Ciénega Boyacá
  -  en categoría Damas Élite
- Clásica de Ciclomontañismo de Maratón, San Gil, Santander
  -  en categoría Damas Élite
- Mtb Tour Xpedittion ,Susa Cundinamarca
  -  en categoría Damas Élite.
- Clásica de Ciclomontañismo de Maratón. Bolívar, Santander
  -  en categoría Damas Élite
- Copa Departamental de Ciclomontañismo Boyacá Raza de Campeones 
  -  en categoría Damas Élite, Clasificación General Final
  -  en categoría Damas Élite, IV Válida.

2016
- Clásica de Ciclomontañismo de Maratón.Ciénega, Boyacá 
  -  en categoría Damas Élite
- Copa Departamental de Ciclomontañismo Boyacá Raza de Campeones[15]
  -  en categoría Damas Élite, Clasificación General Final.
  -  en categoría Damas Élite, IV Válida.

Ruta
2020
- Campeonato Nacional de Ruta, Boyacá.
  - 5.º Lugar en CRI (Pesca)
  - Puesto 13 en Prueba de Ruta.(Tunja)

2019
- Copa Boyacá Raza de Campeones[16]
  - 5.º Lugar en Prueba de Ruta.
- Vuelta a Boyacá
  -  Etapa III[17]
- Clásica de Ruta, Saboyá, Boyacá.

2018
- Copa Boyacá Raza de Campeones – BRC
  -  Categoría juvenil, XVIII Válida.[18]
- Cronoescalada, Moniquira Boyacá
  -  en categoría Damas Élite.
- Cronoescalada Ventaquemada Boyacá
  -  en categoría Damas Élite.